# Departement

Mapa států, které jsou děleny na departementy.
administrativně-územní celky 1. úrovně
administrativně-územní celky 2. úrovně

Departement (výslovnost [departmán]) je název územně-správních celků v několika státech po světě. Výraz pochází od slovesa départir rozdělit, z latinského de předpona „od“ a pars, „část“. Slovníky češtiny zpravidla rozlišují termín pro územní oddělení „departement“ od termínu pro organizačního oddělení „department“, v české jazykové praxi i v mnoha jiných jazycích však bývají oba výrazy ztotožňovány nebo zaměňovány.
Výrazem departement se označují územně-administrativní celky ve Francii a v těch státech, které patřily pod koloniální moc Francie, nebo Španělska:
| - Département je výraz používaný ve frankofonních státech - Departementy Beninu - Departementy Burkiny Faso - Departementy Kamerunu - Departementy Pobřeží slonoviny - Departementy Francie - Departementy Haiti - Departementy Nigeru - Departementy Senegalu | - Departamento je výraz pro území ve španělsky mluvících zemích - Departementy Argentiny - Departementy Bolívie - Departementy Guatemaly - Departementy Hondurasu - Departementy Kolumbie - Departementy Nikaraguy - Departementy Paraguaye - Departementy Peru - Departementy Salvadoru - Departementy Uruguaye |